# Dirrah
Dirrah là một đô thị thuộc tỉnh Bouira, Algérie. Dân số thời điểm năm 2002 là 12.512 người.